# Sisal
El sisal o atzavara (Agave sisalana), és una planta suculenta conreada per la seva fibra, puix que serveix com a planta tèxtil per a fabricar cordes, xarxes i teles. Des del punt de vista econòmic és l'espècie més important del gènere Agave.
També pot rebre el nom de maguei de sisal.

## Descripció

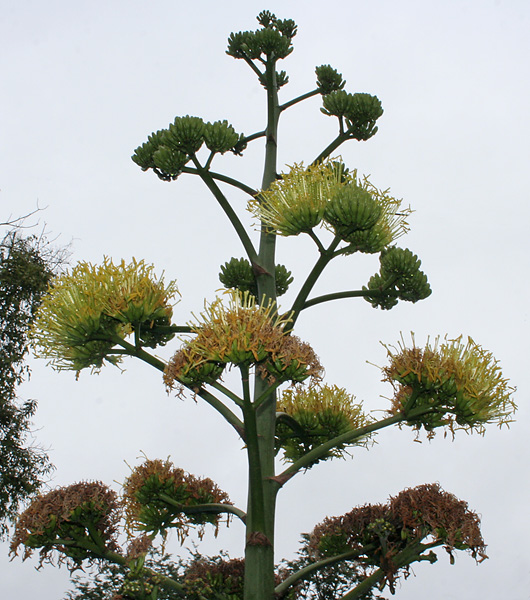
Inflorescència

És una espècie monocàrpica, amb una tija (o acaule) de 40-100cm; rosetes 1,5-2m de diàmetre, de grans fulles lanceolades a la base de la planta, de color verd blavós i acabades en una punta dura i espinosa. Fulles de 60-150 per 2,5-5(-9) cm, ensiformes, les joves glauques, amb poques dents diminutes, i sense dents a la maduresa; espina 2-2,5 cm, cònica a subulada, marró fosca, no decurrent, una mica acanalada a la base, arrodonida al feix; marges no cornis. Panícula de 5-6m, bulbífera, bracteada, el·lipsoide; les branques són 10-15(-25), a la meitat superior de l'escap. Fa una inflorescència de dos metres d'alçada un cop a la seva vida. Flors 4-6.5cm, groc-verdoses; tèpals 17-18 per 5-6mm, iguals, linear-lanceolats; filaments 50-60mm, inserits per sobre de la meitat del tub; anteres 23-25mm; ovari 15-25 per 8-9mm. Càpsules i llavors generalment sense desenvolupar-se.

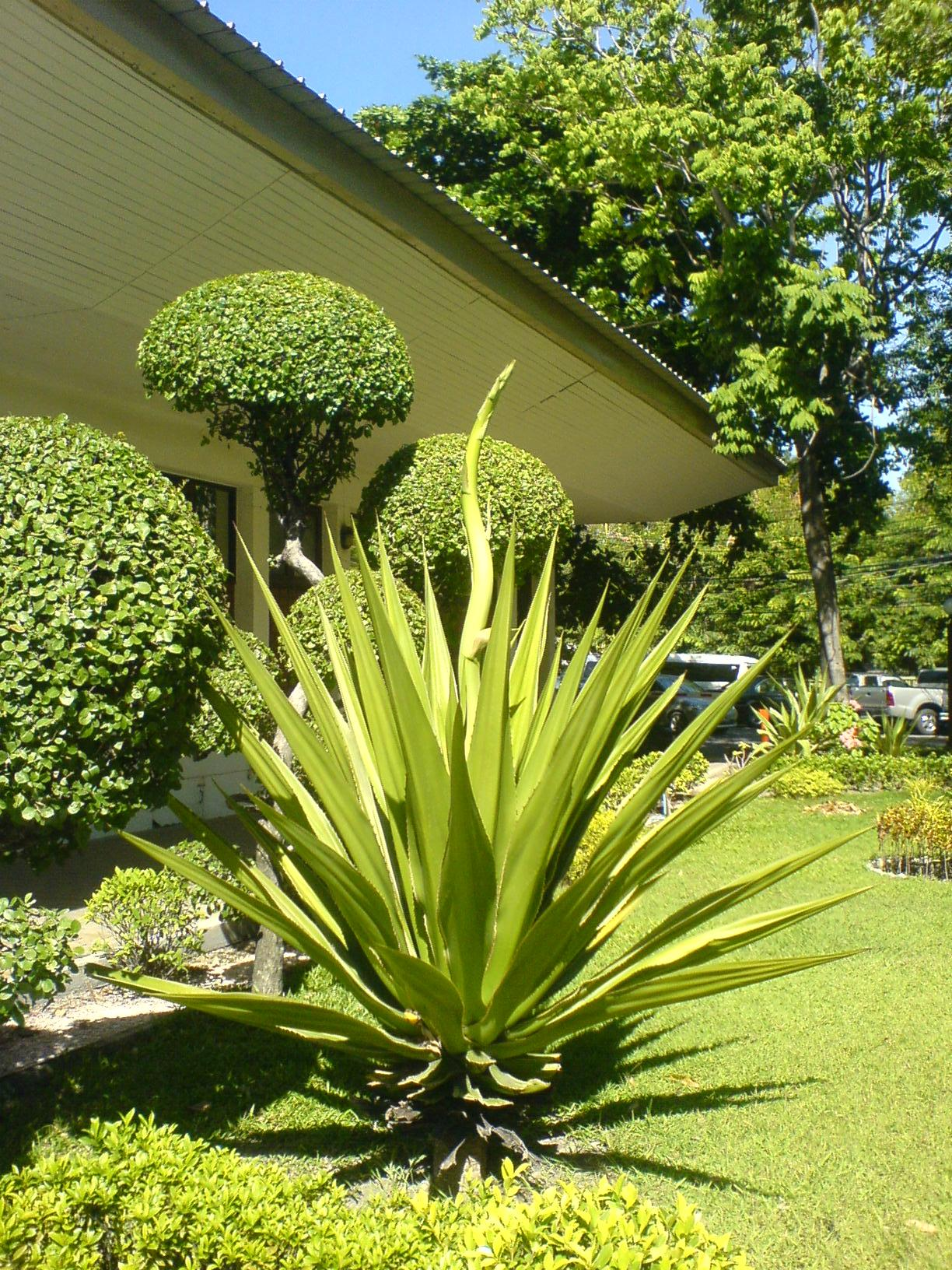
Vista de la planta

Com a mínim necessita una temperatura anual de 15 °C, i no li fa res viure en sòls àrids i pobres en nutrients. Les plantes conreades són híbrids estèrils que han de ser reproduïdes vegetativament.

## Distribució
La planta és originària del Yucatan, Mèxic. A partir del seu origen a Amèrica Central s'ha estès a altres països tropicals d'Àsia i Àfrica, mitjançant el cultiu a principis del segle xx. Finalment el cultiu es va establir al Brasil, que és actualment el major productor i exportador del món.

## Producció
Ja 6.000 anys aC s'emprava a Mèxic per produir xarxes i cordes amb les seves fibres.
La planta de sisal té una vida total d'aproximadament 25 anys, dels quals de 18 a 20 en producció. Quan està a la seva etapa productiva rendeix prop de 30 fulles per any. Cada fulla és sotmet a un procés de desfibració o descorticació amb maquinària especialitzada que varia en funció de la regió on es porti a terme el procés.
És una planta pròpia de regions tropicals i subtropicals, que es beneficia de temperatures superiors als 25 °C i molta insolació.
Taula de producció segons la FAO.
| Producció en tones de sisal i altres fibres provinents d'Agave (2004-2005) 85% |            |      |            |      |
| Brasil                                                                         | 199 322,00 | 54%  | 213 082,00 | 55%  |
| Mèxic                                                                          | 26 636,00  | 7%   | 26 636,00  | 7%   |
| Kenya                                                                          | 25 000,00  | 7%   | 25 000,00  | 6%   |
| Tanzània                                                                       | 23 500,00  | 6%   | 23 500,00  | 6%   |
| Colòmbia                                                                       | 21 498,00  | 6%   | 22 000,00  | 6%   |
| Madagascar                                                                     | 17 000,00  | 5%   | 17 000,00  | 4%   |
| R.P. de la Xina                                                                | 16 000,00  | 4%   | 16 000,00  | 4%   |
| Cuba                                                                           | 11 700,00  | 3%   | 11 730,00  | 3%   |
| Haití                                                                          | 5 500,00   | 1%   | 5 500,00   | 1%   |
| Nicaragua                                                                      | 4 350,00   | 1%   | 4 350,00   | 1%   |
| Filipines                                                                      | 4 000,00   | 1%   | 4 000,00   | 1%   |
| Veneçuela                                                                      | 3 239,00   | 1%   | 3 500,00   | 1%   |
| Equador                                                                        | 4 963,00   | 1%   | 3 465,00   | 1%   |
| El Salvador                                                                    | 2 500,00   | 1%   | 2 500,00   | 1%   |
| Marroc                                                                         | 2 200,00   | 1%   | 2 200,00   | 1%   |
| Altres                                                                         | 5 000,00   | 1%   | 5 000,00   | 1%   |
| Total                                                                          | 372 408,00 | 100% | 385 463,00 | 100% |

## Taxonomia
Agave sisalana va ser descrita per Henry Perrine i publicat a Transactions of the Academy of Science of St. Louis 3: 305, 316, pl. 2–4. 1875.

### Etimologia
- Agave: nom genèric que va ser donat a conèixer científicament el 1753 pel naturalista suec Linné, qui el va prendre del grec Agavos. A la mitologia grega, Agave era una mènada filla de Cadme, rei de Tebes que, enfront d'una multitud de bacants, va assassinar al seu fill Penteu, successor de Cadme al tron. La paraula Agave fa referència, doncs, a alguna cosa admirable o noble.[5]
- sisalana: epítet pres del producte que produeix, el sisal. El nom de sisal prové del port de Sisal, al Yucatan, d'on sortia aquesta planta per a ser distribuïda al món.

### Sinonímia
- Agave segurae D.Guillot & P. Van der Meer
- Agave rigida var. sisalana
- Agave sisalana var. armata
- Agave sisalana f. armata
- Agave amaniensis Trel. & Nowell[6]